# ترکیب‌های غیرآلی بر پایه عنصر
فهرست زیر به معرفی مهم‌ترین ترکیب‌های معدنی و شیمی آلی فلزی هر عنصر می‌پردازد.

## عنصرها

### اکتینیم
AcCl3,
AcF3,
Ac2O3

### آلومینیم
هیدرید آلومینیوم،
AlBr,
برمید آلومینیم،
آلومینیم کلرید،
AlnCl(3n-m)(OH)m,
آلومینیم فلورید،
AlGaAs2,
AlGaN2,
آلومینیم هیدروکسید،
AlI,
یدید آلومینیوم،
Al(i-PrO)3,
آلومینیم نیترات،
آلومینیم نیترید،
آلومینا،
آلومینیم سولفات،
سولفید آلومینیوم،
دی‌ایزوبوتیل‌آلومینیوم هیدرید،
دی‌اتیل‌آلومینیم کلرید،
لیتیم آلومینیوم هیدرید،
متیل‌آلومینوگزان،
تری‌اتیل‌آلومینیوم،
تری‌متیل‌آلومینیوم

### امریسیم
AmCl2,
کلرید امریسیم(III),
AmF3,
AmO2

### آنتیموان
آنتیموان تری‌فلوئورید،
پنتافلوئورید آنیموان،
آنتیموان تری‌کلرید،
پنتاکلرید آنیموان،
سنارمونتیت،
پنتاکسید آنتیموان،
استیبین،
Sb2S5,
ایندیم آنتیمونید،
پتاسیم آنتیمونیل تارترات،
KSbF6,
NaSbF6,
SbH3,
تری‌فنیل‌استیبین

### آرگون
آرگون فلوروهیدرید

### آرسنیک
تری‌برمید آرسنیک،
آرسنیک تری‌کلرید،
پنتافلوئورید آرسنیک،
آرسنیک تری‌اکسید،
پناکسید آرسنیک،
تری‌سولفید آرسنیک،
آرسین،
کاکودیلیک اسید،
گالیم آرسنید،
KAsF6,
آرسنات سدیم،
Na2HAsO4,
سدیم آرسنیت،
تری‌فنیل‌آرسین
(CH3)4As2

### آستاتین
آستاتین،
add Astatine compounds here

### باریم
Ba(OCOCH3)2,
BaBr2,
کربنات باریم،
کلرید باریم،
پرکلرات باریم
BaCuOx,
هیدروکسید باریم،
فلورید باریم،
باریم یدید،
باریم نیترات،
اکسید باریم،
باریم پراکسید،
باریوم سولفات،
سولفید باریم،
BaTiO3,
ایتربیم باریم مس اکسید

### برکلیم
BkBr3,
Bk2(CO3)3,
BkCl3,
BkF3,
BkI3,
Bk(NO3)3,
Bk2O3,
BkPO4,
Bk2(SO4)3,
Bk2S3

### بریلیم
بریلیم برمید،
کربنات برلیم،
برلیم کلرید،
فلوئورید بریلیم،
هیدرید برلیوم،
هیدروکسید برلیوم،
بریلیم یدید،
بریلیم نیترات،
نیترید برلیم،
اکسید برلیوم،
سولفات برلیوم،
سولفیت برلیم،
بوروهیدرید برلیم،
برلیم تلوریت

### بیسموت
Bi(OCOCH3)3,
بیسموت کلرید،
تری‌فلوئورید بیسموت،
Bi(NO3)3.5H2O,
اکسید بیسموت(III),
تلورید بیسموت
BiOCl,
اکسید مس کلسیم بیسموت استرانسیوم،
بیسموت ساب کربنات،
Bi5O(OH)9(NO3)4,
بیسموت ساب‌سالیسیلات،
Bi(OSO2CF3)3,
(C6H5)3Bi

### بوریم
بوریم،
add Bohrium compounds here

### بور
NH4BF4,
C5H5B,
BH3.THF,
بوره،
بورآزین،
بوریک اسید،
کربید بور،
نیترید بور،
بور تری‌اکسید،
بور ساب‌اکسید،
تری‌برمید بور،
تری‌کلرید بور،
تری‌فلورید بور،
H2C2B10H10,
دکبوران،
دیبوران،
لانتان هگزابورید،
بورات لیتیم،
LiBH4,
Li(sec-C4H9)3BH,
تری‌اتیل‌بروهیدرید لیتیم،
سدیم تترا هیدروبورات،
سیانوبوروهیدرید سدیم،
سدیم تترافلوئوروبورات،
سدیم تترافنیل‌بورات،
سدیم تری‌استوکسی‌بوروهیدرید،
تترابوران،
اسید فلوروبوریک،
دی‌برید تیتانیم،
تری‌متیل بورات،
(CH3BO)3,
WB

### برم
برمید آلومینیم،
آمونیم برمید،
تری‌برمید بور،
اسید برومیک،
مونوکلرید برم،
Br2O,
برم پنتافلوئورید،
تری‌فلورید برم،
برمید کلسیم
تترابرمومتان،
برمید مس(I),
برمید مس(II),
هیدروبرومیک اسید،
هیدروژن برمید،
هیپوبرماس اسید،
مونوبرمید ید،
برمید آهن(II),
برمید آهن(III),
برمید سرب(II),
برمید لیتیم،
برمید منیزیم،
برمید جیوه(I),
برمید جیوه(II),
NOBr,
پنتابرمید فسفر،
فسفر تری‌برمید،
پتاسیم برمید،
پتاسیم برومات،
KBrO4,
SiBr4,
نقره برمید،
سدیم برمید،
سدیم برمات،
NaBrO4,
تیونیل برمید،
برمید قلع(II),
برمید روی

### کادمیم
کادمیم آرسنید،
کادمیم برومید،
اتاویت،
کادمیم فلوئورید،
کادمیم کلرید،
یدید کادمیم،
هیدروکسید کادمیم،
کادمیم اکسید،
کادمیم سلنید،
CdSO4,
کادمیم سولفید،
کادمیم تلورید

### سزیم
کربنات سزیم،
سزیم کلرید،
سزیم فلوئورید،
سزیم هیدروکسید،
سزیم یدید،
سزیم سولفات،
سزیم اکسید

### کلسیم
استات کلسیم،
کلسیم بی‌کربنات،
هگزابورید کلسیم،
برمید کلسیم،
کلسیم کاربید،
کلسیم کربنات،
کلرید کلسیم،
کلسیم سیترات،
CaNCN,
کلسیم فلوئورید،
CaPO3F,
کلسیم گلوکونات،
هیدرید کلسیم،
دی‌کلسیم فسفات،
کلسیم هیدروکسید،
کلسیم هیپوکلریت،
یدید کلسیم،
CaMoO4,
کلسیم نیترات،
کلسیم اگزالات،
آهک،
کلسیم پراکسید،
کلسیم فسفات،
CaSiO3,
کلسیم سولفات،
سولفید کلسیم،
کلسیم تیتانات،
شئلیت،
CaZrO3

### کالیفرنیم
CfBr3,
Cf2(CO3)3,
کالیفرنیوم(III) کلرید،
CfF3,
CfI3,
Cf(NO3)3,
Cf2O3,
CfPO4,
Cf2(SO4)3,
Cf2S3,
CfOF,
کالیفرنیوم اکسی‌کلرید

### کربن
This list focuses only on inorganic carbon compounds - some of these such as urea may be "borderline" but have been included for completeness. If you cannot find a compound here, please try checking under another element in the compound, or also in فهرست ترکیب‌های آلی.

بی‌کربنات آمونیوم،
کاربامات آمونیوم،
آمونیوم کربنات،
آمونیم تیوسیانات،
کربنات باریم،
کربید بور،
اتاویت،
کربنات سزیم،
کلسیم بی‌کربنات،
کلسیم کاربید
کلسیم کربنات،
CaNCN,
کربن دی‌اکسید،
کربن دی‌سولفید،
کربنیک اسید،
کربن مونوکسید،
نیترید کربن بتا،
کربن سابوکسید،
تترابرمومتان،
کربن تتراکلرید،
تترافلورومتان،
کربنیل فلورید،
کربونیل سولفید،
H2C2B10H10,
Ce2(CO3)3,
کروم هگزاکربونیل،
کربنات کبالت(II),
دی‌کبالت اکتاکربونیل،
تیوسیانات کبالت(II),
کربنات مس(II),
سیانید مس(I),
(HCNO)x
سیانامید
ایزوسیانیک اسید،
سیانوژن،
سیانوژن برمید،
سیانوژن کلرید،
HCN,
سیدریت،
پنتاکربونیل آهن،
کربنات سرب،
کربنات لانتان،
لیتیوم کربنات،
منیزیم کربنات،
کربنات منگنز(II),
دی‌منگنز دکاکربونیل،
مولیبدن هگزا کربونیل،
کربنات نیکل(II),
تتراکربونیل نیکل،
فسژن،
بی‌کربنات پتاسیم،
پتاسیم کربنات،
پتاسیم سیانات،
پتاسیوم سیانید،
پتاسیم فری‌سیانید،
پتاسیم فروسیانید،
تیوسیانات پتاسیم،
نیل فرنگی،
سیلیسیم کاربید،
کربنات نقره،
سیانید نقره،
جوش شیرین،
سدیم کربنات،
NaOCN,
سدیم سیانید،
نیتروپروساید سدیم،
سدیم تیوسیانات،
کربنات استرانسیم،
تانتال کربید،
تیوسیانوژن،
تیوفسژن،
تیورآ،
کاربید تیتانیوم،
کاربید تنگستن،
تنگستن هگزاکربونیل،
اوره،
اسمیت زونیت

### سریم
سریک آمونیوم نیترات (CAN),
آمونیوم سریم(IV) سولفات،
Ce2(CO3)3,
سریم(III) کلرید،
CeF3,
اکسید سریم(IV),
CePO4,
سریوم(IV) سولفات،
Ce(OSO2CF3)3,
Ce(OSO2CF3)4

### کلر
آلومینیم کلرید،
کلرید امریسیم(III),
آمونیوم کلرید،
آنتیموان تری‌کلرید،
پنتاکلرید آنیموان،
آرسنیک تری‌کلرید،
کلرید باریم،
برلیم کلرید،
بیسموت کلرید،
تری‌کلرید بور،
مونوکلرید برم،
کادمیم کلرید،
هندسه مولکولی دو هرمی مثلثی،
سزیم کلرید،
کلرید کلسیم،
کلسیم هیپوکلریت،
کربن تتراکلرید،
سریم(III) کلرید،
NH2Cl,
دی‌اکسید کلر،
دی‌کلرین هگزاکسید،
تری‌فلورید کلر،
کلروپلاتینیک اسید،
کلروسولفوریک اسید،
کلروسولفونیل ایزوسیانات،
کلرید کروم(II),
کلرید کروم(III),
کرومیل کلرید،
کلرید کبالت(II),
کلرید مس(I),
کلرید مس(II),
CmCl3,
سیانوژن کلرید،
دی‌کلرین هپتواکسید،
دی‌کلرین مونوکسید،
دی‌سولفور دی‌کلرید
کلرید دیسپروزیم(III),
کلرید اربیم(III),
EuCl2,
کلرید یوروپیم(III),
کلرید گادولینیم(III),
تری‌کلرید گالیم،
ژرمانیم دی‌کلرید،
تتراکلرید ژرمانیم،
کلرید طلا(I),
کلرید طلا(III),
کلرید هافنیم(IV),
کلروپلاتینیک اسید،
هولمیوم(III) کلرید،
هیدروژن کلرید،
هیدروکلریک اسید،
هیپوکلرو اسید،
InCl,
کلرید ایندیم(III),
مونوکلرید ید،
کلرید ایریدیم(III),
کلرید آهن(II),
کلرید آهن(III),
لانتان(III) کلرید،
کلرید سرب(II),
لیتیم کلرید،
لیتیم پرکلرات،
کلرید لوتتیم(III),
کلرید منیزیم،
منیزیم پرکلرات،
کلرید منگنز(II),
Hg2Cl2,
کلرید جیوه(II),
Hg(ClO4)2,
MoCl3,
کلرید مولیبدن(V),
کلرید نئودیمیوم(III),
NpCl4,
کلرید نیکل(II),
کلرید نیوبیم(IV),
کلرید نیوبیم(V),
NbOCl3,
نیتروژن تری‌کلرید،
نیتروسیل کلرید،
NO2Cl,
OsCl3,
کلرید پالادیم(II),
فسژن،
هگزاکلروفسفاژن،
فسفریل کلرید،
پنتاکلرید فسفر،
تری‌کلرید فسفر،
کلرید پلاتین(II),
کلرید پلاتین(IV),
کلرید پلوتونیوم(III),
پتاسیم کلرید،
پتاسیم کلرات،
پتاسیم پرکلرات،
کلرید پرازئودیمیم(III),
پروتاکتینیم،
رادیم کلرید،
رنیوم تری‌کلرید،
رنیوم پنتاکلرید،
کلرید رودیم(III),
روبیدیوم کلرید،
کلرید روتنیم(III),
کلرید ساماریوم(III),
کلرید اسکاندیم،
SeCl2,
سلنیوم تتراکلرید،
تتراکلرید سیلیسیم،
نقره کلرید،
پرکلرات نقره،
سدیم کلرات،
سدیم کلریت،
سدیم کلرید،
NaOCl,
سدیم پرکلرات،
کلرید استرانسیم،
سولفور دی‌کلرید،
سولفوریل کلرید،
TaCl3,
TaCl4,
کلرید تانتال(V),
تتراکلرید تلوریم،
کلرید تربیم(III),
کلرید تالیم(I),
TlCl3,
تیونیل کلرید،
تیوفسژن،
کلرید توریم(IV),
کلرید تولیم(III),
کلرید قلع(II),
کلرید قلع(IV),
کلرید تیتانیم(III),
تتراکلرید تیتانیم،
تری‌کلروسیلان،
WCl4,
کلرید تنگستن(V),
هگزاکلرید تنگستن،
کلرید اورانیم(III),
تتراکلرید اورانیوم،
UCl5,
UCl6,
اورانیل کلرید،
کلرید وانادیم(II),
کلرید وانادیم(III),
تتراکلرید وانادیم،
VOCl3,
[IrCl(CO)(PPh3)2],
(Ph3P)3RhCl,
کلرید ایتربیم(III),
کلرید ایتریم(III),
کلرید روی،
کلرید زیرکونیم(IV)

### کروم
آمونیوم دی‌کرومات،
 NH4[Cr(NCS)4(NH3)2],
کرومات باریم،
بیس(بنزن)کروم،
استات کروم(II),
کروم(III) استیل‌استونات،
کروم هگزاکربونیل،
کلرید کروم(II),
کلرید کروم(IV),
کلرید کروم(III),
سولفات کروم(III),
اکسید کروم(III),
NH4[Cr(SCN)4(NH3)2]
اکسید کروم(IV),
CrO3,
کروم نیترات،
کروم آلوم،
سولفات کروم(III),
سولفید کروم(III),
نیترید کروم،
کرومیل کلرید،
کرومیت مس،
کرومات سرب(II),
پتاسیم کرومات،
پتاسیم دی‌کرومات،
سدیم کرومات،
سدیم دی‌کرومات،

### کبالت
Co(acac)2,
کبالت(II) برومید،
کربنات کبالت(II),
کلرید کبالت(II),
فلوئورید کبالت(II),
فلوئورید کبالت(III),
هیدروکسید کبالت(II),
کبالت(II) نیترات،
اکسید کبالت(II),
اکسید کبالت(II,III),
CoPc,
کبالت(II) سولفات،
کبالت سولفید،
تیوسیانات کبالت(II),
کبالتوسن،
دی‌کبالت اکتاکربونیل،
Hexol,
کوبالتینیتریت سدیم،
Co4(CO)12,
ویتامین ب۱۲

### کوپرنیسیم
کوپرنیسیم، add Copernicium compounds here

### مس
کربنات مس(II),
استات مس(II),
برمید مس(I),
برمید مس(II),
کربنات مس(II),
کلرید مس(I),
کلرید مس(II),
کرومیت مس،
سیانید مس(I),
فلوئورید مس(II),
مس(II) هیدروکسید،
یدید مس(I),
نیترات مس(II),
اکسید مس(I),
مس(II) اکسید،
CuI,
مس(II) سولفات،
مس(۱) سولفید،
مونوسولفید مس،
R2CuLi,
Li2CuCl4,
ایتربیم باریم مس اکسید

### کوریم
CmCl3,
Cm2O3,
CmO2,
Cm(OH)3

### دارمشتادیم
دارمشتادیم،

### دوبنیم
دوبنیم،
add Dubnium compounds here

### دیسپروزیم
Dy2(CO3)3,
کلرید دیسپروزیم(III),
DyF3,
Dy(NO3)3,
اکسید دیسپروزیم(III),
DyPO4,
Dy2(SO4)3,
Dy(OSO2CF3)3

### اربیم
Er2(CO3)3,
کلرید اربیم(III),
اربیم(III) فلوئورید،
Er(NO3)3,
اکسید اربیم،
ErPO4,
Er2(SO4)3,

### اینشتینیم
EsBr3,
Es2(CO3)3,
EsCl3,
EsF3,
EsI3,
Es(NO3)3,
Es2O3,
EsPO4,
Es2(SO4)3,
Es2S3

### یوروپیم
Eu2(CO3)3,
EuCl2,
کلرید یوروپیم(III),
EuF3,
Eu(fod)3,
Eu(hfc)3,
EuI2,
Eu(NO3)3,
اکسید یوروپیم(III),
EuSO4,
EuPO4,
Eu2(SO4)3,
Eu(tmhd)3,
Eu(NTf2)3

### فرمیم
FmBr3,
Fm2(CO3)3,
FmCl3,
FmF3,
FmI3,
Fm(NO3)3,
Fm2O3,
FmPO4,
Fm2(SO4)3,
Fm2S3

### فلوئور
آلومینیم فلورید،
AmF3,
آمونیوم فلورید،
آمونیوم بی‌فلوئورید،
NH4BF4,
پنتافلوئورید آنیموان،
آنتیموان تری‌فلوئورید،
پنتافلوئورید آرسنیک،
تری‌فلوئورید آرسنیک،
فلورید باریم،
فلوئورید بریلیم،
تری‌فلوئورید بیسموت،
F5SOOSF5
تری‌فلورید بور،
برم مونوفلوئورید،
برم پنتافلوئورید،
تری‌فلورید برم،
کادمیم فلوئورید،
سزیم فلوئورید،
کلسیم فلوئورید،
تترافلورومتان،
کربنیل فلورید،
CeF3,
CeF4,
مونوفلورید کلر،
پنتافلوئورید کلر،
تری‌فلورید کلر،
تری‌فلوئورید کروم،
CrF5,
کرومیل فلوئورید،
فلوئورید کبالت(II),
فلوئورید کبالت(III),
فلوئورید مس(II),
CmF3,
دی‌نیتروژن دی‌فلورید،
تترافلوروهیدرازین،
O2F2,
P2F4
دی‌سولفور دی‌فلورید،
DyF3,
اربیم(III) فلوئورید،
EuF3,
HBF4,
فلوئور آزید،
FOSO2F,
FONO2,
فلوئوروسولفوریک اسید،
GdF3,
فلوئورید گالیم(III),
ژرمانیم تترافلوئورید،
فلوئورید طلا(III),
HfF4,
فلوئوروآنتیمونیک اسید،
هگزافلوئوروفسفریک اسید،
H2SiF6,
H2TiF6,
هیدروژن فلوئورید،
هیدروفلوئوریک اسید،
هیپوفلورو اسید،
فلوئورید ایندیم(III),
هپتافلورید ید،
مونوفلوئورید ید،
پنتافلوئورید ید،
IrF3,
ایریدیم هگزافلوئورید،
فلوئورید آهن(II),
فلوئورید آهن(III),
کریپتون دی‌فلورید،
LaF3,
فلورید سرب(II),
PbF4,
لیتیم فلورید،
منیزیم فلورید،
فلوئورید منگنز(II),
فلوئورید منگنز(III),
فلوئورید جیوه(I),
فلوئورید جیوه(II),
MoF3,
MoF5,
مولیبدن هگزافلوئورید،
NdF3,
NpF4,
NpF5,
نپتونیوم(VI) فلوئورید،
فلوئورید نیکل(II),
فلوئورید نیوبیم(IV),
فلوئورید نیوبیم(V),
ONF3,
نیتروژن تری‌فلورید،
نیترونیوم‌تترافلوروبورات،
نیتروزونیوم تترافلوروبورات،
نیتروسیل فلوئورید،
نیتریل فلوئورید،
OsF4,
OsF6,
OsF7,
اکسیژن دی‌فلوئورید،
PdF2,
PdF4,
FSO2OOSO2F,
POF3,
پنتافلوئورید فسفر،
تری‌فلوئورید فسفر،
PtF2,
PtF4,
هگزافلوئورید پلاتین،
فلوئورید پلوتونیم(III),
تترافلوئورید پلوتونیم،
پلوتونیوم هگزافلورید،
پتاسیوم فلورید،
هگزافلوئوروفسفات پتاسیم،
KBF4,
PrF3,
PaF5,
RaF2,
RnF2,
ReF4,
رنیم هگزافلورید،
رنیوم هپتافلوئورید،
RhF3,
فلوئورید روبیدیم،
RuF3,
RuF4,
RuF6,
فلوئورید ساماریم(III),
فلوئورید اسکاندیم،
هگزافلوئورید سلنیم،
سلنیوم تترافلورید،
تترافلوئورید سیلیسیم،
فلوئورید نقره(I),
فلوئورید نقره(II),
AgBF4,
سدیم فلوئورید،
FSO3Na,
هگزافلوروآلومینات سدیم،
NaSbF6,
سدیم هگزافلوئوروفسفات،
Na2SiF6,
Na2TiF6,
سدیم تترافلوئوروبورات،
استرانسیم فلوئورید،
سولفور دی‌فلورید،
هگزا فلوراید گوگرد،
سولفور تترافلورید،
سولفوریل فلورید،
فلورید تانتال(V),
هگزافلورید تکنسیم،
تلوریم هگزافلوئورید،
تترافلوئورید تلوریم،
تالیم(I) فلوئورید،
TlF3,
تیونیل فلوئورید،
تترافلورید توریم،
فلوئورید قلع(II),
تترافلوئورید قلع،
فلورید تیتانیوم(III),
تترافلورید تیتانیوم،
HSiF3,
تنگستن هگزافلوئورید،
اورانیوم تترافلورید،
اورانیوم پنتافلورید،
هگزافلوراید اورانیوم،
اورانیل فلورید،
فلوئورید وانادیم(III),
فلورید وانادیوم(IV),
فلوئورید وانادیم(V),
زنون دی‌فلورید،
XeO2F2,
هگزافلورید زنون،
زنون هگزافلوئورو پلاتینات،
زنون تترافلورید،
فلوئورید ایتربیم(III),
فلوئورید ایتریم(III),
فلورید روی،
فلوئورید زیرکونیم(IV)

### فرانسیم
Fr2O,
فرانسیم،
FrCl,
FrBr,
FrI
Fr2CO3,
فرانسیم،
Fr2SO4

### گادولینیم
Gd2(CO3)3,
کلرید گادولینیم(III),
GdF3,
Gd3Ga5O12,
گادولینیم نیترات،
گادولینیم اکسید،
GdPO4,
Gd2(SO4)3

### گالیم
AlGaAs2,
Gd3Ga5O12, دی‌گالان،
برمید گالیم(III),
تری‌کلرید گالیم،
GaF3,
گالیم(III) هیدروکسید،
گالیم نیترات،
نیترید گالیم،
اکسید گالیم(III),
گالیم فسفین،
Ga2(SO4)3,
سولفید گالیم(II),
تری‌متیل‌گالیم

### ژرمانیم
GeH4,
ژرمانیم دی‌کلرید،
GeI2,
ژرمانیم دی‌اکسید،
GeSe2,
ژرمانیوم(IV) سولفید،
GeS,
تتراکلرید ژرمانیم،
ژرمانیم تترافلوئورید،
```
(CH
3
)
4
Ge ,
```

(C2H5)3GeCl

### طلا
کلروآریک اسید،
(Ph3P)AuCl,
برمید طلا(III),
کلرید طلا(I),
کلرید طلا(III),
اکسید طلا(III),
سولفید طلا(I),
KAu(CN)2

### هافنیم
کاربید هافنیم(IV)
اکسید هافنیم(IV),
کلرید هافنیم(IV),
Cp2HfCl2

### هاسیم
هاسیم،
add Hassium compounds here

### هلیم
هلیم، یون هلیم هیدرید
No neutral compounds known.

### هولمیم
Ho2(CO3)3,
هولمیوم(III) کلرید،
HoF3,
Ho(NO3)3,
اکسید هولمیم(III),
HoPO4,
Ho2(SO4)3,

### هیدروژن
Only simple and common hydrides are listed here. For هیدروکسیدs of metals, see the appropriate metal. For آمونیوم compounds, see #Nitrogen.

هیدرید آلومینیوم،
آمونیاک،
آرسین،
هیدرید برلیوم،
بیسموتین،
بوریک اسید،
اسید برومیک،
هیدرید کلسیم،
H2C2B10H10, کلریک اسید،
کلرو اسید،
دکبوران،
دیازن،
دی‌فسفان،
HBF4,
دی‌گالان،
GeH4,
فلوئوروآنتیمونیک اسید،
هگزافلوئوروفسفریک اسید،
H2SiF6,
H2TiF6,
هیدرازین،
هیدرازوئیک اسید،
هیدروبرومیک اسید،
هیدروکلریک اسید،
HCN,
هیدروفلوئوریک اسید
هیدروژن برمید،
هیدروژن کلرید،
هیدروژن فلوئورید،
هیدروژن یدید،
آب اکسیژنه،
سلنید هیدروژن،
سولفید هیدروژن،
هیدروژن تلورید،
هیدروژن یدید،
هیپوبرماس اسید،
هیپوکلرو اسید،
هیپو فسفورو اسید،
لیتیم آلومینیوم هیدرید،
LiBH4,
لیتیم هیدرید،
نیتریک اسید،
نیتراس اسید،
پنتابوران،
پنتابوران،
پرکلریک اسید،
H2S2O8,
H2SO5,
فسفریک اسید،
فوسفورو اسید،
پتاسیوم هیدرید،
پیروفسفریک اسید،
سلنیک اسید،
سیلان (شیمی),
سیلیسیک اسید،
سدیم تترا هیدروبورات،
سدیم هیدرید،
استانان،
SbH3
سولفوریک اسید،
سولفورو اسید،
تلوریک اسید،
تترابوران،
Zn(BH4)2

### ایندیم
In(OAc)3,
ایندیم آنتیمونید،
آرسنید ایندیم
برمید ایندیم(III),
کلرید ایندیم(III),
فلوئورید ایندیم(III),
InI,
In(NO3)3,
نیترید ایندیم،
In2O,
اکسید ایندیم(III),
ایندیم فسفید،
سلنید ایندیم(III),
سولفات ایندیم(III),
سولفید ایندیم(III),
تری‌متیل‌ایندیم

### ید
یدید آلومینیوم،
یدید آمونیوم،
باریم یدید،
تری‌یودید بور،
سزیم یدید،
یدید کلسیم،
کربن تترایدید،
یدید مس(I),
دی‌فسفر تترایدید،
GeI2,
هیدروژن یدید،
هیدروژن یدید،
InI,
یدیک اسید،
مونوبرمید ید،
مونوکلرید ید،
پنتاکسید ید،
هپتافلورید ید
پنتافلوئورید ید،
تری‌فلوئورید ید،
FeI2,
سرب(II) یدید،
لیتیم یدید،
منیزیم یدید،
یدید جیوه(I),
یدید جیوه(II),
تری‌یدید فسفر،
پتاسیم یدید،
پتاسیم یدات،
پتاسیم پریدات،
یدید ساماریم(II),
یدید نقره،
سدیم یدید،
سدیم یدات،
سدیم پریدات،
یدید تالیوم(I),
یدید قلع(II),
یدید روی

### ایریدیم
(IrCl(1,5-cod)2)2,
تتراایریدیم دودکاکربونیل
کلرید ایریدیم(III),
IrCl4,
اکسید ایریدیم(V),
Na2IrCl6,
ترکیب کمپلکس واسکا

### آهن
استیل‌فروسن،
آمونیوم آهن(II) سولفات،
dppf,
FeCp*2,
C6H8Fe(CO)3,
سیکاوپنتادینی لیرون دیکربونیل دیمر،
فروسن،
استات آهن(II),
استات آهن(III),
Fe(acac)3,
برمید آهن(II),
برمید آهن(III),
کلرید آهن(II),
کلرید آهن(III),
پیریت،
Fe3(CO)12,
فلوئورید آهن(III),
آهن(II) فیومارات،
FeI2,
Fe(ONap)3,
آهن(III) نیترات،
Fe2(CO)9,
اکسالات آهن(II),
اکسید آهن(II),
اکسید آهن(II,III),
اکسید آهن(III),
پنتاکربونیل آهن،
Fe(ClO4)3,
FePO4,
(NH2SO3)2Fe,
فروس سولفات،
سولفات آهن(III),
آهن(II) سولفید

### کریپتون
کریپتون،
کریپتون دی‌فلورید،
add Krypton compounds here

### لانتان
La(OAc)3,
لانتان هگزابورید،
La2(CO3)3,
لانتان(III) کلرید،
LaF3,
اکسید لانتان،
La(NO3)3,
LaPO4,
La2(SO4)3

### لارنسیم
لارنسیم،
add Lawrencium compounds here

### سرب
کربنات سرب،
کلرید سرب(II),
PbCl4,
دی‌اکسید سرب،
فلورید سرب(II),
سرب(II) یدید،
Pb(CH3)4,
تترااتیل‌سرب،
سرب(II) نیترات،
اکسید سرب(II),
سولفات سرب(II),
سرب(II) سولفید،
سلنید سرب،
تلورید سرب.

### لیتیم
لیتیم هیدرید،
لیتیم نیتریت،
LiNH2,
لیتیم اکسید،
لیتیم هیدروکسید،
لیتیم فلورید،
لیتیم کلرید،
برمید لیتیم،
لیتیم یدید
لیتیوم کربنات،
سولفات لیتیم

### لوتتیم
LuBr3,
Lu2(CO3)3,
کلرید لوتتیم(III),
LuF3,
LuI3,
Lu(NO3)3,
اکسید لوتتیم(III),
LuPO4,
Lu2(SO4)3,
Lu2S3

### منیزیم
استات منیزیم،
Mg(HCO3)2,
منیزیم دی‌بورید،
برمید منیزیم،
MgC2,
منیزیم کربنات،
کلرید منیزیم،
منیزیم سیترات،
MgNCN,
منیزیم فلورید،
MgPO3F,
منیزیم گلوکنات،
هیدرید منیزیم،
MgHPO4,
منیزیوم هیدروکساید،
Mg(OCl)2,
منیزیم یدید،
MgMoO4,
نیترات منیزیم،
MgC2O4,
منیزیم اکسید،
پراکسید منیزیم،
Mg3(PO4)2,
تالک،
منیزیم سولفات،
سولفید منیزیم،
MgTiO3,
MgWO4,
MgZrO3

### منگنز
منگنز،
دی‌اکسید منگنز،
پتاسیم پرمنگنات،
منگنز(II) فتالوسیانین

### مایتنریم
مایتنریم،
add Meitnerium compounds here

### مندلیفیم
مندلیفیم،
add Mendelevium compounds here

### جیوه
جیوه(II) اکسید،
سولفید جیوه،
سلنید جیوه،
تلورید جیوه،
تلورید کادمیوم جیوه،
فلوئورید جیوه(II),
کلرید جیوه(II),
Hg2Cl2,
برمید جیوه(II),
یدید جیوه(II)
هیدروکسید جیوه(II),
سولفات جیوه(I),
سولفات جیوه(II),
دی‌متیل‌جیوه

### مولیبدن
کلرید مولیبدن(V),
مولیبدن هگزا کربونیل،
تری‌اکسید مولیبدن،
مولیبدن دی‌سولفید،

### نئودیمیم
نئودیمیم،
add Neodymium compounds here

NdI3

### نئون
نئون،
No Neon compounds are known.

### نپتونیوم
NpCl3,
NpCl4,
NpCl5,
NpCl6,
NpF4,
NpF5,
نپتونیوم(VI) فلوئورید،
اکسید نپتونیوم(IV)

### نیکل
نیکل،
add Nickel compounds here

### نیوبیم
نیوبیم، پنتاکسید نیوبیم

### نیتروژن
نیتروژن، آمونیاک، هیدرازین، نیتریک اسید، نیتراس اسید، دی نیتروژن مونوکسید
add Nitrogen compounds here

### نوبلیم
نوبلیم،
add Nobelium compounds here

### اسمیم
اسمیم، اسمیم تتراکسید،
add Osmium compounds here

### اکسیژن
This section lists only simple oxides, oxyhalides, and related compounds, not hydroxides, carbonates, acids, or other compounds.

آلومینا،
AmO,
AmO2,
سنارمونتیت،
پنتاکسید آنتیموان،
آرسنیک تری‌اکسید،
پناکسید آرسنیک،
اکسید باریم،
اکسید برلیوم،
اکسید بیسموت(III),
BiOCl,
بور تری‌اکسید،
Br2O,
کربن دی‌اکسید،
کربن مونوکسید،
اکسید سریم(IV),
دی‌اکسید کلر،
دی‌کلرین هگزاکسید،
دی‌کلرین هپتواکسید،
دی‌کلرین مونوکسید،
اکسید کروم(III),
اکسید کروم(IV),
CrO3,
اکسید کبالت(II),
اکسید مس(I),
مس(II) اکسید،
Cm2O3,
CmO2,
اکسید دیسپروزیم(III),
اکسید اربیم،
اکسید یوروپیم(III),
اکسیژن دی‌فلوئورید،
O2F2,
Fr2O,
گادولینیم اکسید،
اکسید گالیم(III),
ژرمانیم دی‌اکسید،
اکسید طلا(III),
اکسید هافنیم(IV),
اکسید هولمیم(III),
In2O,
اکسید ایندیم(III),
پنتاکسید ید،
اکسید ایریدیم(V),
اکسید آهن(II),
اکسید آهن(II,III),
اکسید آهن(III),
اکسید لانتان،
اکسید سرب(II),
دی‌اکسید سرب،
لیتیم اکسید،
منیزیم اکسید،
پتاسیم اکسید،
روبیدیوم اکسید،
سدیم اکسید،
اکسید استرانسیم،
دی‌اکسید تلوریم،
اورانیوم دی‌اکسید

### پالادیم
کلرید پالادیم(II)

### فسفر
فسفر تری‌برمید،
تری‌کلرید فسفر،
پنتافلوئورید فسفر،
فسفر تری‌اکسید،
فسفروس پنتوکسید،
فسفر پنتاسولفید،
سسکوئی‌سولفید فسفر،
فسفین،
فسفریک اسید،
H2PO3,
هگزافلوئوروفسفات پتاسیم،
پتاسیم فسفات،
دی‌پتاسیم فسفات،
مونوپتاسیم فسفات،
تری‌فنیل‌فسفین
تری‌متیل‌فسفین

### پلاتین
پلاتین،
add Platinum compounds here

### پلوتونیم
پلوتونیم،
پلوتونیوم(IV) اکسید

### پولونیم
پولونیم،
add Polonium compounds here

### پتاسیم
پتاسیم اکسید،
پتاسیوم فلورید،
پتاسیم کلرید،
پتاسیم برمید،
پتاسیم یدید
پتاسیم کربنات،
پتاسیم هیدروکسید،
سولفات پتاسیم،
پتاسیم پرمنگنات،
پتاسیم فرات،
پتاسیم آلوم،
پتاسیم سیترات،
بی‌کربنات پتاسیم،
شوره،
KVO3,
پتاسیم دی‌کرومات،
پتاسیم کرومات،
پتاسیم سولفید،
KSb(OH)6,
پتاسیم فری‌سیانید],
پتاسیم فروسیانید],
پتاسیم هگزاکلروپلاتینات

### پرازئودیمیم
PrBr3,
Pr2(CO3)3,
کلرید پرازئودیمیم(III),
PrF3,
PrI3,
Pr(NO3)3,
اکسید پرازئودیمیم(III),
PrPO4,
سولفات پرازئودیمیم،
پاراسودیمیوم(III) سولفید

### پرومتیم
PmBr3,
Pm2(CO3)3,
PmCl3,
PmF3,
PmI3,
Pm(NO3)3,
پرومتیوم اکسید،
PmPO4,
Pm2(SO4)3,
Pm2S3

### پروتاکتینیم
PaCl3,
PaCl4,
پروتاکتینیم،
PaCl6,
PaF4,
PaF5,
PaF6,
PaO2

### رادیم
Ra(OCOCH3)2,
Ra(HCO3)2,
RaB6,
برمید رادیم،
RaC2,
RaCO3,
رادیم کلرید،
Radium citrate,
RaNCN,
RaF2,
RaPO3F,
Ra(HOCH2(CHOH)4CO2)2,
RaH2,
RaHPO4,
Ra(OH)2,
Ra(OCl)2,
RaI2,
RaMoO4,
Ra(NO3)2,
RaC2O4,
RaO,
RaO2,
Ra3(PO4)2,
RaSiO3,
RaSO4,
RaS,
RaTiO3,
RaWO4,
RaZrO3

### رادون
RnF2

### رنیوم
رنیوم دی‌بورید،

### رودیم
رودیم،
add Rhodium compounds here

### رونتگنیوم
رونتگنیوم،
add Roentgenium compounds here

### روبیدیم
روبیدیوم هیدرید،
روبیدیوم اکسید،
فلوئورید روبیدیم،
روبیدیوم کلرید،
روبیدیم برمید،
روبیدیم یدید،
تلورید روبیدیم،
کربنات روبیدیم،
روبیدیم هیدروکسید،
Rb2SO4,
پرکلرات روبیدیم.

### روتنیم
روتنیم،
کلرید روتنیم(III),
اکسید روتنیوم(IV),
تتراکسید روتنیم

### رادرفوردیم
رادرفوردیم تتراکلرید، رادرفوردیم تترابرمید، رادرفوردیم اکسی کلرید، هگزاکلریدرادرفوردات (IV)، هگزافلوئوریدرادرفوردات (IV)، پتاسیم هگزاکلریدرادرفوردات (IV)

### ساماریم
SmBr3,
Sm2(CO3)3,
کلرید ساماریوم(III),
فلوئورید ساماریم(III),
SmI3,
Sm(NO3)3,
اکسید ساماریوم(III),
SmPO4,
Sm2(SO4)3,
سولفید ساماریوم(III)

### اسکاندیم
اسکاندیم برمید،
Sc2(CO3)3,
کلرید اسکاندیم،
ScF3,
اسکاندیم تری‌یدید،
اسکاندیم نیترات،
اسکاندیوم اکسید،
ScPO4,
Sc2(SO4)3,
سولفید اسکاندیم(III)

### سیبورگیم
سیبورگیم،
add Seaborgium compounds here

### سلنیم
کادمیم سلنید،
سلنید هیدروژن،
سلنید جیوه،
سلنیوم دی‌اکسید،
سلنیک اسید،
سلنوس اسید،
سلنیت سدیم،
سلنید روی

### سیلیسیم
سیلیسیم،
سیلیسیم کاربید،
سیلیکون نیترید،
سیلیسیم دی‌اکسید،
سیلیسیم دی‌سولفید،
سیلان (شیمی) (silanes),
تتراکلرید سیلیسیم،
Na2Si etc. (silicides),
H2SiO3 and other سیلیسیک اسید،
and their silicates, orthosilicates, disilicates and pyrosilicates,
H2SiF6 and hexafluorosilicates etc.

### نقره
فلوئورید نقره(I),
فلوئورید نقره(II),
نقره برمید،
نقره کلرید،
یدید نقره،
سیانید نقره،
فولمینات نقره،
نقره نیترات،
پرکلرات نقره،
نقره سولفید،
تلورید نقره،
نقره(I) اکسید،
اکسید نقره(I,III),
AgBF4.

### سدیم
جوش شیرین،
سدیم برمید،
سدیم کربنات،
سدیم کلرید،
سدیم فروسیانید،
سدیم فلوئورید،
سدیم هیدروکسید،
سدیم یدید،
سدیم اکسید،
سدیم سولفات

### استرانسیم
Sr(OCOCH3)2,
Sr(HCO3)2,
هگزابورید استرانسیم،
استرانسیم برمید،
SrC2,
کربنات استرانسیم،
کلرید استرانسیم،
Strontium citrate,
SrNCN,
استرانسیم فلوئورید،
SrPO3F,
Sr(HOCH2(CHOH)4CO2)2,
SrH2,
SrHPO4,
هیدروکسید استرانسیم،
Sr(OCl)2,
استرانسیم یدید،
SrMoO4,
استرانسیم نیترات،
SrC2O4,
اکسید استرانسیم،
پراکسید استرانسیوم،
Sr3(PO4)2,
SrSiO3,
سولفات استرانسیم،
سولفید استرانسیم،
تیتانات استرانسیم،
SrWO4,
SrZrO3

### گوگرد
سدیم هیدروسولفید، سولفامیک اسید، سولفید هیدروژن، گوگرد دی‌اکسید، سولفوریک اسید، سولفورو اسید، سولفوریل کلرید، کادمیم سولفید، سولفید جیوه، روی سولفید، دی‌سولفور دی‌کلرید، سولفور دی‌کلرید، سولفور تترافلورید، تیونیل کلرید، تیونیل برمید، کربن دی‌سولفید، تیوفسژن، مولیبدن دی‌سولفید، آمونیوم سولفید

HS(Hydrogen sulphide)

### تانتال
تانتال،
add Tantalum compounds here

### تکنسیم
تکنسیم،
add Technetium compounds here

### تلوریم
برلیم تلوریت، تلورید بیسموت، کادمیم تلورید، (Cd,Zn)Te, دی‌متیل تلورید، (Hg,Cd)Te , تلورید سرب، تلورید جیوه، (Hg,Zn)Te, تلورید نقره، تلورید قلع، تلورید روی، تفلیک اسید، تلوریک اسید، سدیم تلوریت، دی‌اکسید تلوریم، تلوریم هگزافلوئورید، تترافلوئورید تلوریم. تتراکلرید تلوریم

### تربیم
برمید تربیم(III),
Tb2(CO3)3,
کلرید تربیم(III),
TbF3,
یدید تربیم(III),
Tb(NO3)3,
تربیوم(III) اکسید،
TbPO4,
Tb2(SO4)3,
Tb2S3

### تالیم
Tl(OAc)3,
TlSb,
TlAs
TlBr3,
TlCl3,
TlF3,
یدید تالیوم(I),
تالیم(III) نیترات،
اکسید تالیوم(I),
اکسید تالیوم(III),
TlP,
Tl2Se3,
Tl2(SO4)3,
Tl2S3,
Tl(CH3)3,
هیدروکسید تالیم(I)

### توریم
ThCl3,
کلرید توریم(IV),
ThCl5,
ThCl6,
تترافلورید توریم،
ThF5,
ThF6,
دی‌اکسید توریم

### تولیم
TmBr3,
Tm2(CO3)3,
کلرید تولیم(III),
TmF3,
TmI3,
Tm(NO3)3,
اکسید تولیوم(III),
TmPO4,
Tm2(SO4)3,
Tm2S3

### قلع
فلوئورید قلع(II),
کلرید قلع(II),
کلرید قلع(IV),
اکسید قلع(II),
دی‌اکسید قلع،
Sn(CH3)4,
Sn(C2H5)4,
سولفید قلع،
سلنید قلع،
تلورید قلع.

### تیتانیم
کاربید تیتانیوم،
تیتانیوم نیترید، تیتانیوم نیترید
کلرید تیتانیوم(II),
کلرید تیتانیم(III),
تیتانیوم دی‌اکسید،
تیتانیم تترابرمید،
تتراکلرید تیتانیم،
تیتانیم تترایدید،
تیتانوسن دی کلرید

### تنگستن
کاربید تنگستن،
هگزاکلرید تنگستن،
تنگستن هگزافلوئورید،
تنگستن تری‌اکسید

### اورانیم
کلرید اورانیم(III),
تتراکلرید اورانیوم،
UCl5,
UCl6,
اورانیوم تترافلورید،
اورانیوم پنتافلورید،
هگزافلوراید اورانیوم،
اورانیل فلورید،
اورانیل پروکسید،
اورانیوم دی‌اکسید

### وانادیم
کاربید وانادیوم،
برمید وانادیم(III),
کلرید وانادیم(II),
کلرید وانادیم(III)
تتراکلرید وانادیم،
VOCl3
اکسید وانادیم(V)
وانادوسن دی کلرید

### زنون
زنون دی‌فلورید،
زنون هگزافلوئورو پلاتینات، 
زنون تترافلورید،
هگزافلورید زنون،
زنون تتراکسید

### ایتربیم
برمید ایتربیم(III),
Yb2(CO3)3,
کلرید ایتربیم(III),
فلوئورید ایتربیم(III),
YbI3,
Yb(NO3)3,
اکسید ایتربیم(III),
YbPO4,
سولفات ایتربیم،
Yb2S3

### ایتریم
برمید ایتریم(III),
Y2(CO3)3,
کلرید ایتریم(III),
فلوئورید ایتریم(III),
YI3,
ایتریم (III) نیترات،
اکسید ایتریم(III),
YPO4,
Y2(SO4)3,
سولفید ایتریم(III)

### روی
روی اکسید،
روی سولفید،
سلنید روی،
تلورید روی،
فلورید روی،
کلرید روی،
برمید روی،
یدید روی
هیدروکسید روی،
روی سولفات

### زیرکونیم
زیرکونیوم کاربید،
دی‌اکسید زیرکونیوم،
زیرکونیوم نیترید،
کلرید زیرکونیم(IV),
سولفید زیرکونیم(IV),
زیرکونیوم دی سیلیسید،
زیرکونیم(IV) سیلیکات،
فلوئورید زیرکونیم(IV),
زیرکونیوم(IV) برمید،
زیرکونیوم(IV) یدید،
هیدروکسید زیرکونیم(IV),
واکنشگر شواردز،
Zr(CH3CH2COO)4,
زیرکونیوم تنگستات،
هیدرید زیرکونیم(II),
تیتانات زیرکونات سرب